# 국자표준자체
국자표준자체(國字標準字體)는 중화민국 교육부가 1982년에 제정한 후 몇 차례의 개정을 거쳐, 중화민국에서 출판, 발행되는 모든 교과서 및 공문서의 표기 수단으로 사용되는 정체자 중국어의 하나의 규칙이다.

## 역사
중화민국 교육부는 글자(국자,國字)의 표준화를 추진하기 위해, 1973년부터 정책을 추진해, 1982년에 상용국자표준자체표(常用國字標準字體表) 4808자 와 차상용국자표준자체표(次常用國字標準字體表) 6341자를 완성했다. 그 후 몇 차례 부분수정이 이루어지다가 1998년에 마지막으로 수정을 하였다.
중화민국 내의 교과서 및 일부 신문은 모두 국자표준자체를 이용해 인쇄, 출판이 이루어지고 있다.

## 같이 보기
- 정체자
- 간체자
- 신자체